# Katrina McClain
Katrina Felicia McClain (Charleston, 19 september 1965) is een voormalig Amerikaans basketbalspeelster. Zij won met het Amerikaans basketbalteam de gouden medaille tijdens de Olympische Zomerspelen 1988 en de Olympische Zomerspelen 1996. 
In 2006 werd ze toegevoegd aan de Women's Basketball Hall of Fame en in 2012 werd ze toegevoegd aan de Basketball Hall of Fame. Sinds 2018 wordt jaarlijks de naar haar vernoemde Katrina McClain Award uitgereikt door de National Collegiate Athletic Association. Deze prijs gaat naar de beste forward in de hoogste klasse van het Amerikaanse universiteitsbasketbal.

## Carrière
McClain begon in 1983 te spelen voor het team van de University of Georgia. Tijdens haar vier jaar met dit universiteitsteam, de Lady Bulldogs, wist ze 116 wedstrijden te winnen en maar 15 wedstrijden te verliezen. Twee keer wonnen ze het Southeastern Conference kampioenschap en in 1985 werden ze verliezend finalist van het nationale NCAA kampioenschap. Ze bezit nog steeds meerdere Georgia seizoensrecords, zoals de meeste punten (796), hoogste gemiddelde aantal punten per wedstrijd (24,9), de meeste field goals (310), de meeste succesvolle vrije worpen (176) en de meeste vrije worp pogingen (240).
In 1987 maakte zij haar professionele debuut bij Kyoto Petroleum in Japan. Daarna speelde ze tot en met 1996 bij verschillende Europese basketbalclubs, waaronder Valencia BC en Galatasaray. Ze eindigde haar carrière in Amerika spelende voor Atlanta Glory in de American Basketball League.
Op de Olympische Zomerspelen 1988 in Seoel won ze met het Amerikaanse basketbalteam voor het eerst olympisch goud door Joegoslavië te verslaan in de finale. Vier jaar later won ze tijdens de Spelen in Barcelona de bronzen medaille. Tijdens de Olympische Zomerspelen 1996 in Atlanta won ze echter weer goud door Brazilië te verslaan in de finale. In totaal speelde ze 18 wedstrijden tijdens de Olympische Spelen en wist 17 wedstrijden te winnen. Ze scoorde 258 punten tijdens haar drie Spelen.
Ook won ze met het nationale team het Wereldkampioenschap basketbal 1986 in de Sovjet-Unie en het Wereldkampioenschap basketbal 1990 in Maleisië. Er werd ook goud gewonnen tijdens de Pan-Amerikaanse Spelen 1987 in Indianapolis, de Goodwill Games 1986 in Moskou en de Goodwill Games 1990 in Seattle.

## Statistieken
| Seizoen | Team    | WG   | Punten | FG%  | FT%  | RPW  | APW | SPW | BPW  | PPW  |
| ------- | ------- | ---- | ------ | ---- | ---- | ---- | --- | --- | ---- | ---- |
| 1983–84 | Georgia | 33   | 340    | .695 | .695 | 7.7  | 0.8 | 1.4 | 1.3  | 10.3 |
| 1984–85 | Georgia | 29   | 398    | .626 | .667 | 8.1  | 1.0 | 1.5 | 3.0  | 13.7 |
| 1985–86 | Georgia | 31   | 661    | .662 | .778 | 10.1 | 1.2 | 1.7 | 2.8  | 21.3 |
| 1986–87 | Georgia | 32   | 796    | .562 | .733 | 12.2 | 1.6 | 1.8 | 2.3  | 24.9 |
| Totaal  | 125     | 2195 | .620   | .729 | 9.5  | 1.2  | 1.6 | 2.3 | 17.6 |      |